# Abbath (album)
Az Abbath az Abbath black metal együttes első, debütáló nagylemeze. 2016. január 22-én adta ki a Season of Mist kiadó. 2016. január 12-én az egész album elérhetővé vált streamelés szempontjából.
Az Exclaim! nevű kanadai zenemagazinban Renee Trotier azt jegyezte meg az albumról, hogy Abbath Doom Occulta „bebizonyította, hogy nincs szüksége az Immortal névre ahhoz, hogy maradandót alkosson a black metalban.”

## Számlista
| 1.    | To War                              | 5:35 |
| 2.    | Winter Bane                         | 6:49 |
| 3.    | Ashes of the Damned                 | 3:51 |
| 4.    | Ocean of Wounds                     | 4:44 |
| 5.    | Count the Dead                      | 4:57 |
| 6.    | Fenrir Hunts                        | 4:38 |
| 7.    | Root of the Mountain                | 5:40 |
| 8.    | Eternal                             | 4:36 |
| 9.    | Riding on the Wind (Bónusz szám)    | 3:04 |
| 10.   | Nebular Ravens Winter (Bónusz szám) | 4:16 |
| 48:10 |                                     |      |

## Közreműködők
- Abbath Doom Occulta – ének, gitár
- King ov Hell – basszusgitár
- Creature – dob

## Fordítás
- Ez a szócikk részben vagy egészben az Abbath (album) című angol Wikipédia-szócikk ezen változatának fordításán alapul.  Az eredeti cikk szerkesztőit annak laptörténete sorolja fel. Ez a jelzés csupán a megfogalmazás eredetét és a szerzői jogokat jelzi, nem szolgál a cikkben szereplő információk forrásmegjelöléseként.